# Jürgen Schön (Politiker)
Jürgen Schön (* 17. September 1948 in Leipzig) ist ein deutscher Politiker und war Mitglied der NPD sowie der Freiheitlichen Partei Deutschlands. 
Von 2004 bis 2009 war er Abgeordneter im Sächsischen Landtag. Seit 1990 war er Mitglied der NPD, er war 1990 bis 1992 Landesvorsitzender in Sachsen und war bis Dezember 2005 stellvertretender Landesvorsitzender. Von 1996 bis 2004 war er auch stellvertretender Parteivorsitzender. 
Am 21. Januar 2005 verließ Schön mitsamt der NPD-Fraktion den sächsischen Landtag, um nicht an einer Gedenkminute für die Opfer des nationalsozialistischen Regimes teilnehmen zu müssen, weil es keine Gedenkminute für die Bombenopfer in Dresden gab. 
Am 23. Dezember 2005 trat er aus der NPD und der NPD-Fraktion aus. Als Gründe gab er menschliche und politische Enttäuschung an.
Schön galt in der NPD als Gegner von Aufmärschen und Bündnissen der Partei mit sogenannten Kameradschaften. Er schloss sich im Januar 2006 der Freiheitlichen Partei Deutschlands (FP Deutschlands) an, einer demokratischen rechtsgerichteten und nationalistischen Partei. Im Oktober 2006 trat Schön allerdings wieder aus dieser Partei aus und ist seither parteilos.
Nach der Landtagswahl 2009 schied er im September 2009 aus dem Landtag aus. 